# Pipili
Pipili är en ort i Indien.   Den ligger i distriktet Puri och delstaten Odisha, i den östra delen av landet, 1 300 km sydost om huvudstaden New Delhi. Pipili ligger 15 meter över havet och antalet invånare är 15 301.
Terrängen runt Pipili är mycket platt. Runt Pipili är det tätbefolkat, med 591 invånare per kvadratkilometer. Närmaste större samhälle är Bhubaneshwar, 17,6 km norr om Pipili. Trakten runt Pipili består till största delen av jordbruksmark.